# Sciaphila debiliana
Sciaphila debiliana là một loài bướm đêm thuộc họ Tortricidae. Nó được tìm thấy ở Úc.

## Hình ảnh

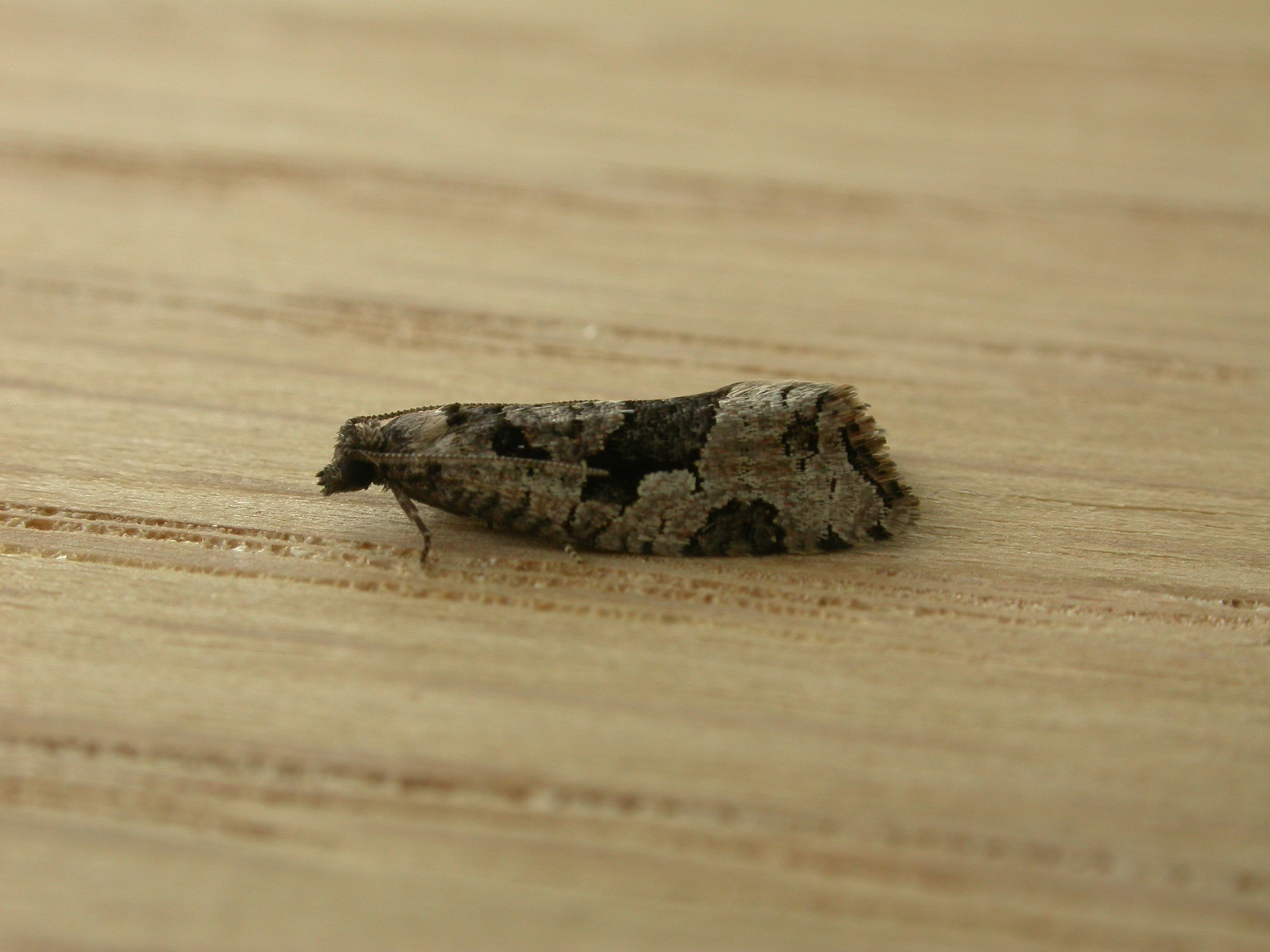